# スペイン黄金世紀
スペイン黄金世紀（スペインおうごんせいき、西: Siglo de Oro）とは、15世紀から17世紀にかけてのスペインの美術、音楽、文学隆盛の時期を指す。その時期は厳密にいつからいつまでと言うことはできないが、一般的に、その始まりは1492年のレコンキスタの終結、およびコロンブスの新世界への航海より早くはなく、フランスとスペイン・ハプスブルク家の間で結ばれたピレネー条約（1659年）を挟んで、大作家ペドロ・カルデロン・デ・ラ・バルカが死んだ1681年をその完全な終焉と見なしている。

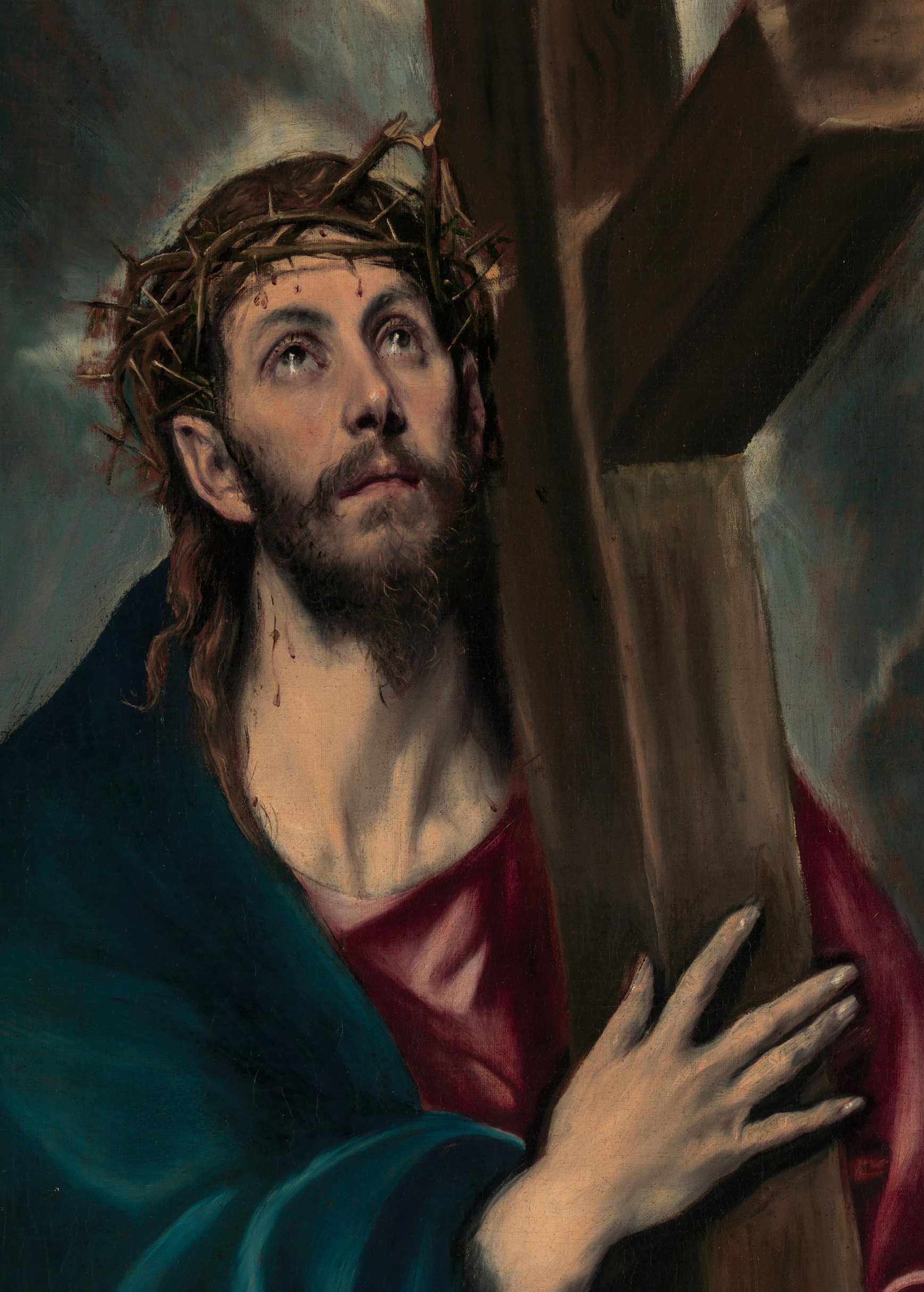
「十字架を担うキリスト」（エル・グレコ、1580年）

「女官たち」（ベラスケス、1656年）

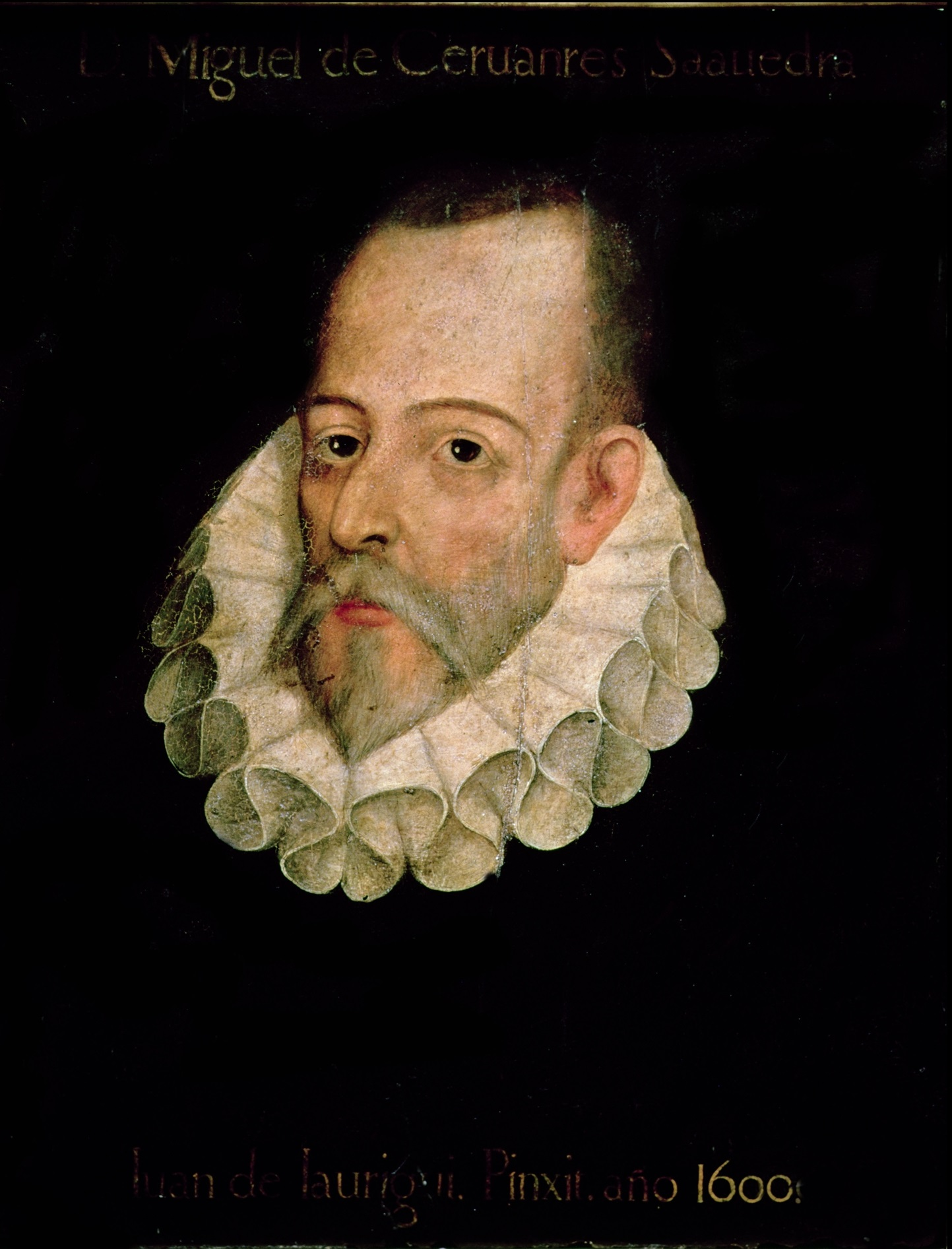
ミゲル・デ・セルバンテス

## 美術
- エル・グレコ（1541－1614）
- ディエゴ・ベラスケス（1599－1660）
- フランシスコ・デ・スルバラン（1598－1664）
- バルトロメ・エステバン・ムリーリョ（1617-1680）
- ルイス・デ・モラレス(1510-1586)
- ホセ・デ・リベーラ(1591-1652)
- フアン・サンチェス・コターン(1560-1627)
- フアン・バン・デル・アメン(1596-1631)
- フランシスコ・リバルタ(1565-1628)
- フアン・デ・バルデス・レアル(1622-1690)

## 音楽
- トマス・ルイス・デ・ビクトリア（1548－1611）
- アロンソ・ロボ
- ルイス・デ・ミラン

## 文学
- ミゲル・デ・セルバンテス（1547-1616）
- ロペ・デ・ベガ（1562－1635）
- カルデロン・デ・ラ・バルカ（1600－1681）
- ティルソ・デ・モリーナ
- アグスティン・モレト（スペイン語版、英語版）
- フアン・ペレス・デ・モンタルバン
- フアン・ルイス・デ・アラルコン
- ギリェン・デ・カストロ（スペイン語版、英語版）
- アントニオ・ミラ・デ・アメスクア（スペイン語版、英語版）
- アロンソ・デ・エルシリア（スペイン語版、英語版）
- フランシスコ・デ・ケベード
  - 戯曲集『スペイン黄金世紀演劇集』 （牛島信明編訳、名古屋大学出版会、2003年）に上記6名の作品8篇と詳細な解題がある。